# Андрей Токарев
Андрей Токарев (на македонска литературна норма: Андреj Токарев) е архитект, университетски професор и политик от Социалистическа република Македония.

## Биография
Роден е на 12 април 1935 година в град Берово. През 1959 година завършва архитектура в Техническия факултет на Скопския университет. Работи в областта на градското и архитектурно проектиране. В периода 1986-1991 година е член на Изпълнителния съвет на СРМ и като такъв председател на Републикански комитет за урбанизъм и защита на околната среда. Сред по-известните сгради, които проектира са Търговската банка в Струмица (1961), Градското събрание в Неготино (1972), Хотел „Дрим“ в Струга (1972 заедно с колеги), бизнес обекта „Кометал“ в Скопие (1998), православния храм в Царево село (1999).

## Трудове
- Основни урбанистички планови за Струмица, Гевгелиjа, Делчево (1965)
- Програма за интегрален развоj на Вардарската долина (1993)